# Agnesiella rita
Agnesiella rita är en insektsart som beskrevs av Irena Dworakowska 1982. Agnesiella rita ingår i släktet Agnesiella och familjen dvärgstritar. Inga underarter finns listade i Catalogue of Life.